# 広島文化学園短期大学
広島文化学園短期大学（ひろしまぶんかがくえんたんきだいがく、英語: Hiroshima Bunka Gakuen Two-Year College）は、広島県広島市安佐南区長束西3-5-1に本部を置く日本の私立大学。1964年創立、1964年大学設置。大学の略称は文短。

## 概観

### 大学全体
- 広島文化学園短期大学は、広島県広島市安佐南区内にある日本の私立短期大学。学校法人広島文化学園により1964年に設置された。3学科と3つの専攻科を擁する、総合短大となっている。

- 2009年4月より、校名を広島文化学園短期大学に改称した。

### 教育および研究
- 広島文化学園短期大学における教育
  - コミュニティ生活学科：ファッション・フード・ビジネス・クリエイトの4分野（フィールド）で構成され、どの分野の科目も自由に履修できる（フィールド&ユニット制）。学科の一大イベントとして「ファッションショー」がある。
  - 食物栄養学科
  - 保育学科：「中・四国保育学生研究大会」に参加している。

### 学風および特色
- 広島文化学園短期大学における特色
  - 1998年よりAO入試を実施している。
  - 2002年より長期履修学生制度を実施している。
  - 2003年、コミュニティ生活学科と音楽学科が地域総合科学科として適格認定されている。
  - 2006年 財団法人短期大学基準協会による第三者評価にて適格認定される。

## 沿革
- 1964年 広島文化女子短期大学（ひろしまぶんかじょしたんきだいがく）として開学。被服科を置く。
- 1967年 食物栄養科を増設。
- 1969年 学科名を変更する。
  - 被服科→被服学科
  - 食物栄養科→食物栄養学科
- 1976年 音楽学科を増設。
  - 器楽専攻
  - 声楽専攻
- 1982年 幼児教育学科を増設。
- 1986年 専攻科を設置。
  - 音楽専攻
  - 音楽演奏専攻
- 1988年 被服科を生活文化学科に改組。
- 1991年 食物栄養科を改組。
  - 生活科学科
    - 生活科学専攻→2002年度入学生まで
    - 食物栄養専攻
- 1999年 広島文化短期大学と改称。共学となる。
- 2003年 学科の改組を行う。
  - 生活科学科と生活文化学科を統合させたコミュニティ生活学科を設置。
  - 幼児教育学科を保育学科として専攻分離する
    - 幼児教育専 50 名
    - 保育専攻 50 名
    - 生活科学科食物栄養専攻→食物栄養学科
- 2009年　広島文化学園短期大学に改称。
- 2011年 音楽学科を広島文化学園大学学芸学部音楽学科の設置（平成22年4月）に伴い、廃止。

## 基礎データ

### 所在地
- 長束キャンパス（広島県広島市安佐南区長束西3-5-1）
- 呉阿賀サテライトキャンパス（広島県呉市阿賀南2-10-3）

## 教育および研究

### 組織

#### 学科
- コミュニティ生活学科
- 食物栄養学科
- 保育学科

##### 学科の変遷
- 被服科→被服学科→生活文化学科→コミュニティ生活学科
- 生活科学科生活科学専攻→コミュニティ生活学科
- 食物栄養科→生活科学科食物栄養専攻→食物栄養学科
- 幼児教育学科→保育学科（2004年度まで専攻別募集）
  - 保育専攻
  - 幼児教育専攻
- 音楽学科 2009年度入学生まで。
  - 器楽専攻
  - 声楽専攻

#### 専攻科
- 生活文化専攻
- 栄養専攻：大学評価・学位授与機構
- 音楽専攻（廃止）
- 音楽演奏専攻：大学評価・学位授与機構（廃止）
- 保育専攻

#### 別科
- なし

##### 取得資格について
資格
- 栄養士：食物栄養学科にて取得できる。
- 保育士：保育学科にて取得できる。

教職課程
- 中学校教諭二種免許状
  - 家庭：コミュニティー生活学科[1]
  - 音楽：音楽学科にて取得できた。[2]
- 栄養教諭二種免許状:食物栄養学科
- 幼稚園教諭二種免許状
  - 保育学科[3]
  - ほかコミュニティ生活学科でも単位数を満たすことで取得できる。・[4]音楽学科でも所定の単位数を満たすことで取得できるようになっていた。

#### 附属機関
- 広島文化学園エクステンションセンター
- 同附属音楽園

## 学生生活

### 部活動・クラブ活動・サークル活動
- 広島文化短期大学のクラブ活動
  - 体育系：バレーボール・テニス・ダンスほか
  - 文化系：華道・茶道・軽音楽ほか

### 学園祭
- 広島文化学園短期大学の学園祭は「あかね祭」と呼ばれ例年、11月に行われている。

## 大学関係者と組織

### 大学関係者
- 小笠原道雄：元学長
- 河井案里：非常勤講師（元広島県議会議員）

### 出身者
- 沖永優子（山口県のローカルタレント）
- 角島奈知(ローカルタレント、中退)

### 大学関係者組織
- 広島文化学園短期大学には同窓会組織として「あかね同窓会」がある。

## 施設

### 長束キャンパス
- 使用学科：コミュニティ生活学科・食物栄養学科・保育学科
- 使用専攻科：保育専攻・音楽専攻・音楽演奏専攻・栄養専攻・生活文化専攻
- 使用附属施設：広島文化エクステンションセンター・同附属音楽園
- 設備：1号館・2号館・3号館・4号館・5号館・6号館・7号館・8号館・体育館・グラウンドほか

### 呉阿賀サテライトキャンパス
- 使用学科：コミュニティ生活学科
- 使用附属施設：なし
- 設備：
- その他：かつてこの地に呉大学短期大学部があった。

## アクセス

### 長束キャンパス
- JR可部線 安芸長束駅下車、約800m[5]
  - 広島・新白島・横川方面 - 安芸長束駅 - 大町・緑井・可部方面
- 広島交通[6]「広島文化学園」バス停下車
  - 71-1 平原線：広島駅・八丁堀・紙屋町・横川駅方面 - 広島文化学園大学

### 呉阿賀サテライトキャンパス
- JR呉線 安芸阿賀駅下車、約750m
  - 広島・呉方面 - 安芸阿賀駅 - 新広 - 広 - 竹原駅方面
- 広電バス[7]「阿賀駅前」バス停下車、約900m
- JRバス中国[8]「先小倉」バス停下車、約1100m
- 車で呉市中心部から休山新道経由で約10分

## 対外関係

### 系列校
- 広島文化学園大学（2009年3月までの呉大学）

## 社会との関わり
- ボランティア活動を通じて、地域の人々との交流が行われている。活動実績としては以下のものがある。
  - 安佐南区山本川の河川清掃
  - 「大邱の日」と称したイベントのバザーで韓国宮廷料理を販売している。
  - 「安佐南区防災訓練」にて非常吹き出し訓練を行っている。
  - 「青少年のための科学の祭典」にてブーススタッフを担当。
  - 「漁民の森作り」にて植樹アシスタントを担当。
  - 「世界の子どもの美術清掃」にて展示の準備・受付を担当。
  - 宮島の海岸清掃に携わっている。
  - 「インスタントラーメン小学生レシピコンクール」にて運営補助している。
  - 「ひろしまフードフェスティバル」にて出店している。
  - コンサート会場での「託児ボランティア」を行っている。
  - 「子育て応援イベント」と称したイベントで「工作・託児コーナー」で活動している。
  - 「広島車椅子ダンスくらぶ記念講演」にて会場案内に携わっている。
- 高大連携公開授業が行われている。

## 卒業後の進路について

### 就職について
- 年度により多少の変動はあるものの、コミュニティ生活学科（旧来の生活科学科・生活文化学科含めて）では一般企業への営業・販売が最も多い傾向にある。食物栄養学科では、栄養士として勤務する人が概ね6割を占めて、調理員が1割強となっている。音楽学科では、演奏家や音楽講師が1割強、音楽療法士が25%、一般企業への就職者が半数以上を占めている。保育学科では、保育士が75%と最も多く、幼稚園教諭が15%程度となっている。ちなみに、保育学科以外で幼稚園教員に就いている割合は、コミュニティ生活学科で2%弱、音楽学科で4%弱となっている[9]。

### 編入学・進学実績
- 系列の広島文化学園大学ほか比治山大学など多数の実績がある。